# Scythrididae
Scythrididae (bướm hoa) là một họ bướm đêm nhỏ trong siêu họ Gelechioidea. Họ này đôi khi bao gồm trong Xyloryctidae với tư các là một phân họ Scythridinae, nhưng ngay cả Xyloryctidae đôi khi cũng được xem là phân họ của Oecophoridae. Họ Scythrididae gồm các loài bướm vừa đến hơi nhỏ, khi nó đậu nhìn giống giọt nước mắt.

## Các chi chọn lọc
Các chi của Scythrididae (với các loài đáng chú ý):
- Apostibes Walsingham, 1907
- Areniscythris Powell, 1976
- Bactrianoscythris Passerin d'Entrèves & Roggero, 2009
- Catascythris[cần kiểm chứng]
- Enolmis Duponchel, 1845
- Episcythris Amsel, 1939
- Eretmocera Zeller, 1852
- Erigethes Walsingham, 1907
- Mapsidius Walsingham, 1907
- Falkovitshella Passerin d'Entrèves & Roggero, 2007
- Necrothalassia Amsel, 1935
- Parascythris Hanneman, 1960
- Scythris Hübner, [1825]
  - Scythris limbella
  - Scythris scopolella

## Hình ảnh

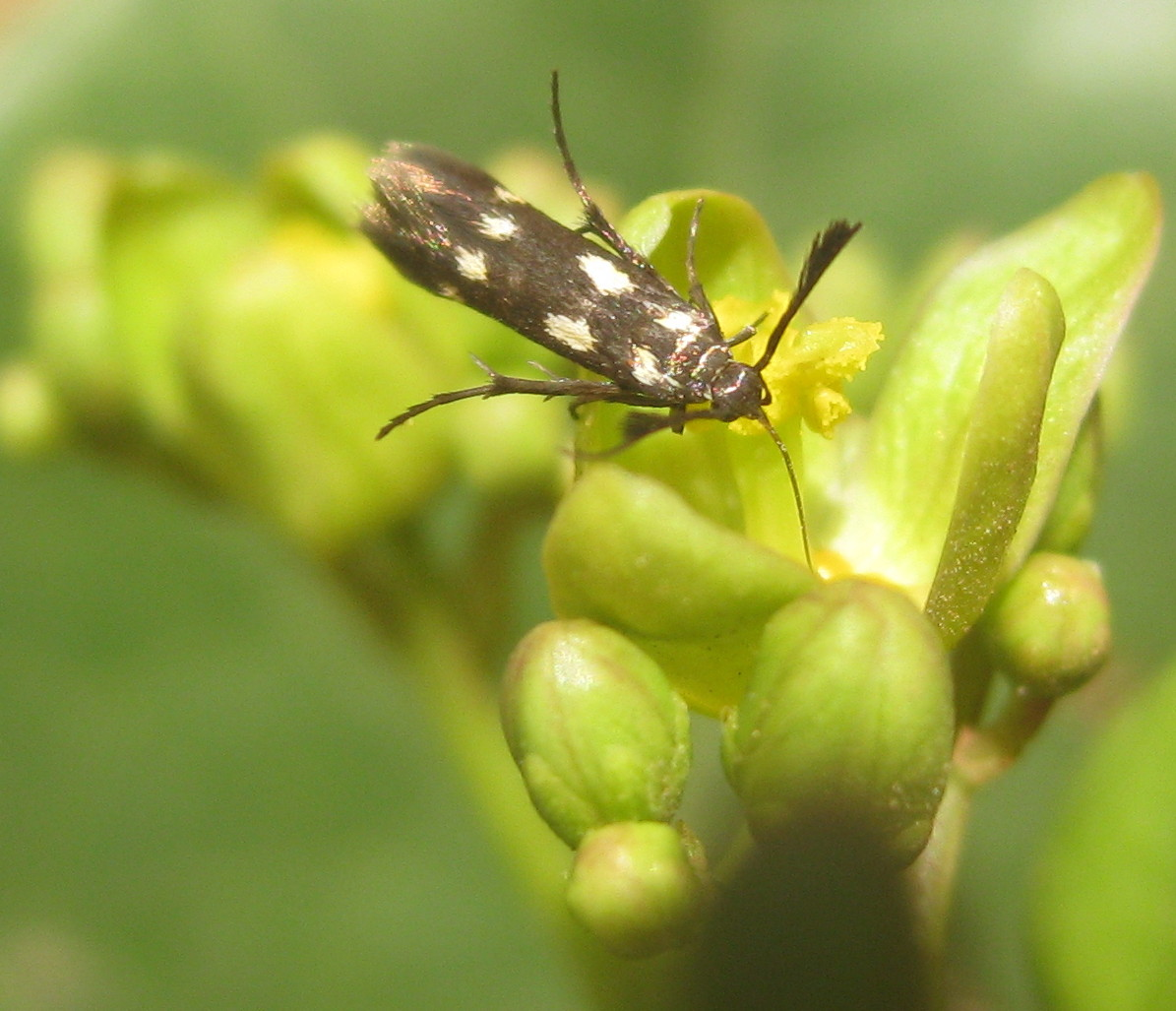

## Footnotes
1. ↑  Animal biodiversity: An outline of higher-level classification and survey of taxonomic richness - Lepidoptera
2. ↑  Hodges (1999), Baran (2004), ToL (2009), Wikispecies (2009-NOV-17), và see references in Savela (2003)
3. ↑  Wikispecies (2009-NOV-17), và see references in Savela (2003)